# Kasszás Erzsi
Kasszás Erzsi kitalált karakter a CBA Kereskedelmi Kft. 2017–2018 között futott tévéreklám-sorozatában. Megszemélyesítője, Balázs Andrea színésznő összesen 89 reklámban játszotta el a szereplőt. A reklámok rendezője Radnai Márk.

## Történet
Az első reklám 2017. március 3-án jelent meg. A videóban Erzsi arról mesél énekelve, hogy mennyire szereti munkáját, illetve a vásárlókat. A későbbi reklámokban Erzsi már nem énekel, de a sorozaton belül készítettek egy minisorozatot is, Országjárás Erzsivel címmel, amely a vidéki áruházakat reklámozta. Ünnepekkor különkiadások is megjelentek, például karácsonykor, húsvétkor vagy szilveszterkor.
Az utolsó reklám 2018. április 26-án debütált, Erzsi ekkor ismét énekelve mondott búcsút a nézőknek. A sorozat megszűnésének oka valószínűleg az, hogy Balázs Andrea részt vett A nagy duett című műsorban, mint versenyző.
A reklámban rövid időre feltűnt Bach Szilvia is, aki az év május 6-án megjelent reklám főszereplője. A színésznő Icukát, a rappelő boltvezetőt alakítja, aki az új sorozat középpontja, hol Ganxsta Zolee-val, hol Varga Viktorral énekelt duettet. Icuka a reklámokban arról mesél rappelve, hogy nagyon szereti a munkáját és hogy a CBA odafigyel a vásárlókra.

## Hatása
Az első reklám országszerte két táborra osztotta a tévénézőket. Míg egyesek kedvesnek és aranyosnak tartották, addig mások elképesztően irritálónak és zavarónak találták. Sokan az „új Fluimucil Ábelnek” nevezték, utalva ezzel egy korábbi, szintén sokakat irritáló tévéreklámra. 2017 novemberében egy élelmiszerüzlet tudatmódosító szert fogyasztó árufeltöltője közfeltűnést keltően énekelve, táncolva utánozta Kasszás Erzsit. Az árufeltöltőt az Országos Mentőszolgálat beszállította egy kórház toxikológiai osztályára.